# Luật chống khủng bố
Luật chống khủng bố là những đạo luật được tạo ra với mục đích chống khủng bố. Chúng thường xuất hiện sau các vụ đánh bom hoặc ám sát cụ thể. Luật chống khủng bố thường bao gồm các sửa đổi cụ thể cho phép nhà nước bỏ qua luật của nước mình khi đấu tranh với các tội phạm liên quan đến khủng bố, với lý do được cho là cần thiết.
Do luật chống khủng bố đứng trên luật thông thường, những luật như vậy đôi khi bị chỉ trích là một hình thức lois scélérates có thể đàn áp tất cả các loại biểu tình phổ biến một cách vô cớ. Các nhà phê bình thường cáo buộc rằng luật chống khủng bố gây nguy hiểm cho nền dân chủ bằng cách tạo ra một trạng thái ngoại lệ cho phép chính phủ trở nên độc đoán.

## Chống khủng bố trong thế kỷ 19
Vào cuối thế kỷ 19, Nga, châu Âu và Hoa Kỳ đã phải đối mặt với một phong trào cực đoan mới tham gia vào các hành động bạo lực và bất hợp pháp. Phong trào này lần đầu tiên được tạo ra ở nước Nga Sa hoàng, nơi các trí thức trẻ, đôi khi là những người theo chủ nghĩa thực chứng, bắt đầu tham gia vào một cuộc đấu tranh bạo lực chống lại Sa hoàng. Tìm ảnh hưởng của họ trong tác phẩm Việc phải làm là gì của Nikolai Chernyshevsky, họ bắt đầu chủ trương các vụ ám sát và đánh bom.
Một trong những nhóm đầu tiên, Zemlya y Volya (Đất nước và Tự do), được thành lập từ những nhà cách mạng chuyên nghiệp thuộc tầng lớp thượng lưu, bắt đầu cuộc đấu tranh vũ trang chống lại chế độ của Sa hoàng. Sergey Nechayev (1847–1882) sẽ trở thành một trong những nhân vật nổi tiếng nhất của cái mà nhanh chóng được gọi là phong trào “hư vô ”, số phận của người đã được Albert Camus mô tả trong The Just Assassins (1949) —Camus sau này sẽ viết một bài suy nghĩ thấu đáo- đưa ra bài luận về sự nổi loạn của chủ nghĩa hiện sinh và việc sử dụng bạo lực trong lịch sử vào tác phẩm The Rebel (1951), phản bác cả chủ nghĩa lập dị và chủ nghĩa khủng bố. Những người theo chủ nghĩa hư vô Nga cuối cùng đã thành công trong việc ám sát Alexander II vào năm 1881.
"Phong trào hư vô" này sau đó nhanh chóng lan rộng ra toàn châu Âu, đặc biệt là thông qua một trong những người sáng lập ra chủ nghĩa vô chính phủ, Mikhail Bakunin, người đã trốn sang Thụy Sĩ, thiên đường của những người tị nạn chính trị thời bấy giờ. Tại đây, ông tham gia Quốc tế thứ nhất (IAW), tổ chức cuối cùng đưa ra lý thuyết " tuyên truyền hành động ". Bắt đầu từ những năm 1880, một làn sóng đánh bom và âm mưu ám sát, được tổ chức bởi những người thân cận với phong trào vô chính phủ, bắt đầu khủng bố các giai cấp thống trị theo đúng nghĩa đen. Tuyên truyền việc này không phải là hành động bạo lực cần thiết, nhưng thường diễn ra dưới hình thức đó.
Xoay quanh quyền nổi dậy,vốn được nhà tư tưởng tự do John Locke đưa ra lý thuyết từ nhiều thế kỷ trước, những người theo chủ nghĩa vô chính phủ như vậy không có vấn đề đạo đức nào khi đưa ra lý thuyết về những vụ tự sát và tiêu diệt những bạo chúa, vì những việc này là "vì lợi ích của người dân." Do đó, Bakunin đã viết rằng "chúng ta phải truyền bá các nguyên tắc của mình, không phải bằng lời nói mà bằng hành động, vì đây là hình thức tuyên truyền phổ biến nhất, mạnh mẽ nhất và không thể cưỡng lại được."
Ngay từ năm 1887, một số người theo chủ nghĩa vô chính phủ đã tự phản đối những gì họ coi là chiến thuật tự đánh bại, bao gồm cả Peter Kropotkin, người đã viết năm đó trên tờ Le Révolté rằng "thật là ảo tưởng khi tin rằng một vài kg thuốc nổ sẽ đủ để giành chiến thắng cả một liên minh của những người bóc lột”. Chủ nghĩa thực dụng của Kropotkin cuối cùng tỏ ra là chủ nghĩa hiện thực hơn chủ nghĩa lý tưởng của những kẻ vô chính phủ cấp tiến nhất. Chẳng bao lâu, tất cả các phong trào lao động đều phải đối mặt với sự đàn áp mạnh mẽ từ nhà nước, lực lượng này đã không thuyết phục được người dân bắt đầu nổi dậy và tổng đình công, như các nhà lý luận tuyên truyền hành động này đã dự kiến. Hơn nữa, như được miêu tả trong tiểu thuyết của Joseph Conrad, những kẻ khiêu khích đặc vụ cũng thâm nhập vào phong trào, gây ra nhiều vụ bắt giữ trong phong trào xã hội.